# Lotus lancerottensis
Lotus lancerottensis är en ärtväxtart som beskrevs av Philip Barker Webb och Sabin Berthelot. Lotus lancerottensis ingår i släktet käringtänder, och familjen ärtväxter. Inga underarter finns listade i Catalogue of Life.

## Bildgalleri

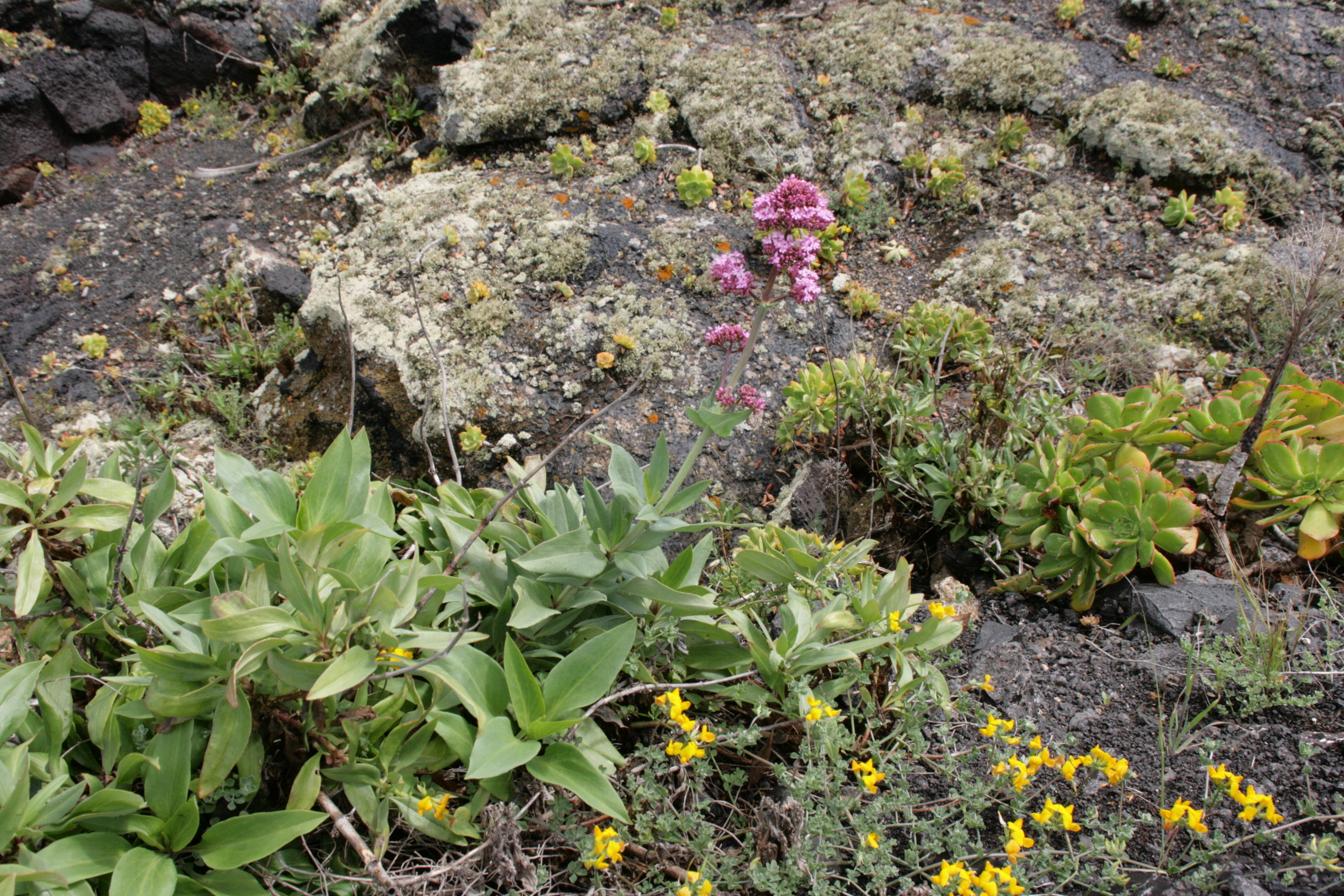